# Oedoparena glauca
Oedoparena glauca is een vliegensoort uit de familie van de Dryomyzidae. De wetenschappelijke naam van de soort is voor het eerst geldig gepubliceerd in 1900 door Coquillett.